# Bimatrice
Una bimatrice è una matrice in cui ogni cella contiene una coppia ordinata di valori. Usata nella teoria dei giochi per rappresentare la forma strategica di giochi, di solito non a somma zero, a due giocatori. Ognuno dei due valori rappresenta il "payoff" di ciascuno dei giocatori in funzione della coppia di strategie usate.
Esempio:
| I \ II | L       | R          |
| T      | (0, 0)  | (-1, 1)    |
| B      | (1, -1) | (-10, -10) |

I giocatori coinvolti sono indicati come I e II. Ciascuno ha a disposizione due strategie: "T" e "B" per I; "L" e "R" per II. Se I usa la strategia "T" e II usa "R", dalla bimatrice leggiamo che il payoff per I è -1 e per II è 1.